# رافيجا سانداروان
رافيغا ساندارووان (مواليد 22 يونيو 1992) هو لاعب كريكت سريلانكي المولد يلعب لصالح منتخب الكويت للكريكت.
ظهر لأول مرة في كريكت قائمة أ مع نادي ساراسنز للكريكت في موسم 2012–13 ضمن بطولة الدوري الممتاز ذات اليوم الواحد في سريلانكا بتاريخ 27 ديسمبر 2012.
كما خاض أولى مبارياته في كريكت الدرجة الأولى مع نفس النادي في موسم 2012–13 من بطولة الدوري الممتاز بتاريخ 30 مارس 2013.
في أبريل 2018، مثّل منتخب الكويت للكريكت في المجموعة الفرعية الغربية من تصفيات آسيا المؤهلة لكأس العالم للكريكت 2018–19، ولعب جميع المباريات الست.
في أول مباراة له في كريكت عشرينيات الدولية ضد المالديف يوم 20 يناير 2019 ضمن بطولة غرب آسيا T20 2019، حصد جائزة أفضل لاعب في المباراة.
بعد ثلاثة أيام، في المباراة ضد البحرين، سجل 103 أشواط من 59 كرة وفاز مجددًا بجائزة أفضل لاعب في المباراة.
كان هداف البطولة برصيد 177 شوطًا في أربع مباريات.
في يونيو 2019، تم اختياره ضمن تشكيلة الكويت لمباريات T20I ضد قطر.
وفي أكتوبر 2021، ضم إلى قائمة الكويت لمباريات المجموعة "أ" في تصفيات آسيا لكأس العالم T20 للرجال 2021.

## وصلات خارجية
- رافيجا سانداروان على ESPNcricinfo